# 天津仁道足球俱乐部
天津仁道足球俱乐部，2017年5月15日成立于天津市宝坻区，前身为宝坻仁道地产足球队，目前参加赛事为天津市足球超级联赛，最好成绩为2019赛季亚军。目前接受碧水源赞助，因此又称为天津仁道足球俱乐部宝坻碧水源仁道队。
2019年，荣获中国足协颁发的2019年全国社会足球品牌青训机构。